# Tempestade tropical Hina
A tempestade tropical severa Hina (designação do JTWC: 16S; conhecida simplesmente como tempestade tropical Hina) foi um ciclone tropical que esteve ativo a sudeste do Território Britânico do Oceano Índico durante a terceira semana de fevereiro de 2009. Sendo o nono ciclone tropical e o oitavo sistema dotado de nome da temporada de ciclones no Oceano Índico sudoeste de 2008-09, Hina formou-se de uma área de perturbações meteorológicas em 21 de fevereiro. Com condições meteorológicas favoráveis, o sistema se tornou uma depressão tropical ainda naquele dia, e a tempestade tropical moderada Hina durante as primeiras horas (UTC) de 22 de fevereiro. Seguindo para sul-sudeste, Hina continuou a se intensificar, e se tornou uma tempestade tropical severa, segundo o Centro Meteorológico Regional Especializado (CMRE) de Reunião ainda naquele dia. Porém, as condições meteorológicas começaram a ficar mais desfavoráveis a partir de 23 de fevereiro, e Hina atingiu seu pico de intensidade, com ventos máximos sustentados de 120 km/h, segundo o Joint Typhoon Warning Center (JTWC), ou 105 km/h, segundo o CMRE de Reunião. A partir de então, Hina começou a se enfraquecer rapidamente devido aos efeitos do forte cisalhamento do vento, e foi desclassificado para uma tempestade tropical moderada ainda naquele dia, e para uma depressão tropical durante as primeiras horas de 24 de fevereiro. Durante aquela madrugada, Hina já não mais apresentava organização suficiente para ser definido como um ciclone tropical significativo, e tanto o JTWC quanto o CMRE de Reunião emitiram seus avisos finais sobre o sistema ainda naquela manhã.
Como a tempestade tropical Hina manteve-se distante de áreas costeiras durante todo o seu período de existência, nenhum impacto foi relatado em associação à tempestade. Além disso, nenhum navio ou estação meteorológica de superfície registrou in situ a passagem da tempestade.

## História meteorológica

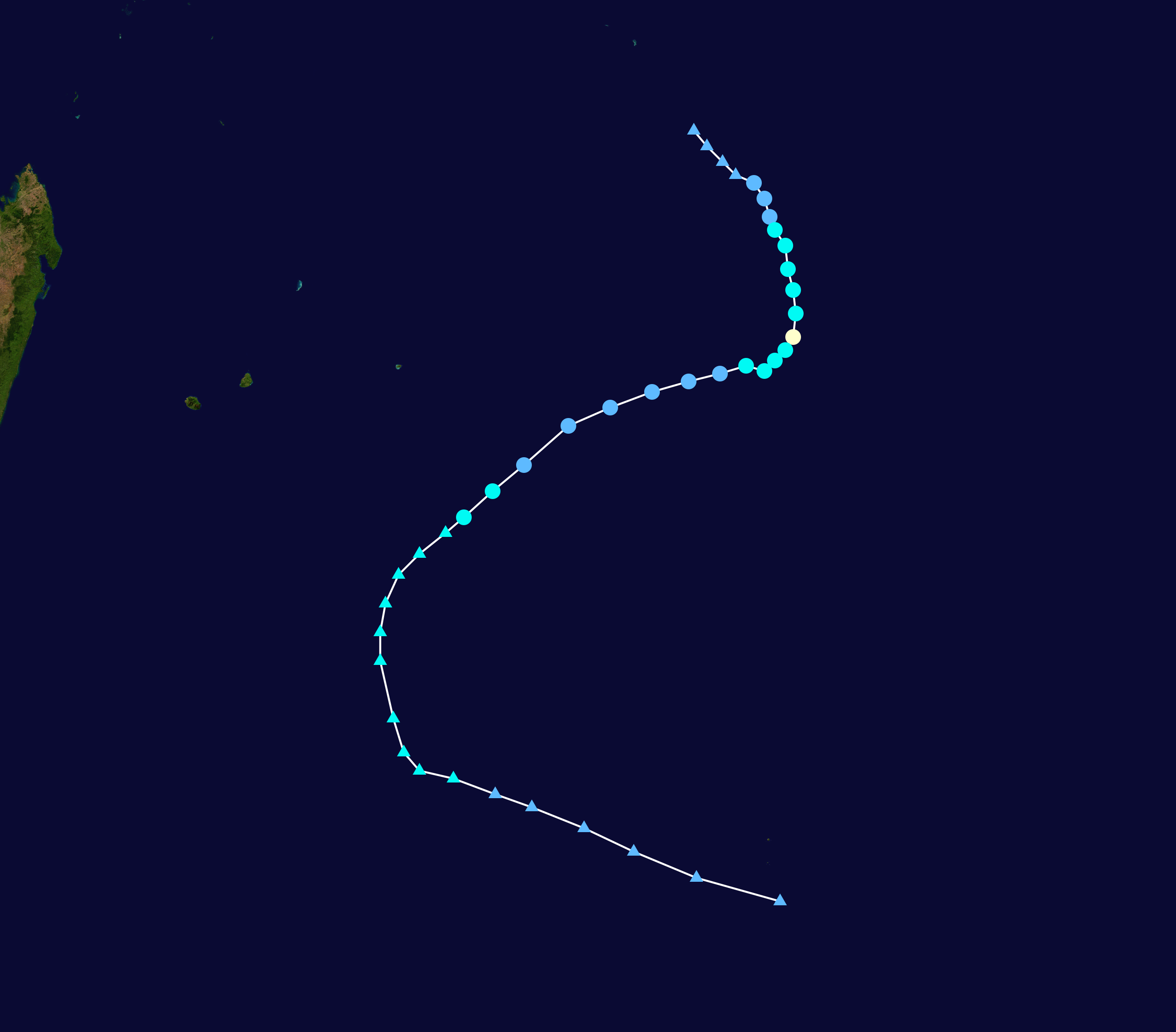
O caminho de Hina

Hina formou-se de uma área de perturbações meteorológicas que começou a mostrar sinais de organização a sudeste de Diego Garcia, Território Britânico do Oceano Índico, em 18 de fevereiro. Inicialmente, o sistema não apresentava áreas de convecção definidas, e o seu centro ciclônico de baixos níveis estava alongado. Porém, o cisalhamento do vento que inibia o desenvolvimento da área de perturbações meteorológicas começou a diminuir, permitindo a formação de novas áreas de convecção. A partir de 20 de fevereiro, as condições meteorológicas ficaram mais favoráveis para o desenvolvimento da perturbação. Um cavado de onda curta de altos níveis começou a favorecer os fluxos de saída da perturbação, favorecendo a formação de novas áreas de convecção profunda, e subsequentemente organizando o sistema. Além disso, o centro ciclônico de baixos níveis ficou menos alongado, favorecendo uma contínua organização do sistema. O Centro Meteorológico Regional Especializado (CMRE) de Reunião notou a contínua organização do sistema, e o classificou para uma perturbação tropical durante a manhã (UTC) de 21 de fevereiro, e lhe atribuiu a designação 09R. Ventos do oeste equatoriais, juntamente com as condições meteorológicas boas e temperatura da superfície do mar favorável, continuaram a organizar e a intensificar o sistema. Com isso, o Joint Typhoon Warning Center (JTWC) emitiu um Alerta de Formação de Ciclone Tropical (AFCT) sobre o sistema, que significava que a perturbação poderia se tornar um ciclone tropical significativo dentro de um período de 12 a 24 horas. Com a contínua organização do sistema, o CMRE de Reunião classificou a perturbação para uma depressão tropical durante o começo da noite (UTC) de 21 de fevereiro. Durante aquela noite (UTC), o sistema já mostrava organização suficiente para ser declarado como um ciclone tropical significativo pelo JTWC, que lhe atribuiu a designação "16S".
Seguindo para sul-sudeste sob a influência de uma área de alta pressão quase equatorial ao seu norte e de uma alta subtropical ao seu leste, a tendência de intensificação continuou, e durante o começo da madrugada de 22 de fevereiro, o CMRE de Reunião classificou a depressão para a oitava tempestade tropical moderada da temporada, e lhe atribuiu o nome "Hina". Os bons fluxos de saída, o baixo cisalhamento do vento e a temperatura da superfície do mar favorável permitiram uma intensificação gradual da tempestade. Com isso, o CMRE de Reunião classificou Hina para uma tempestade tropical severa ao meio-dia de 22 de fevereiro. Porém, os fluxos de saída setentrionais da tempestade começaram a diminuir com a aproximação de um cavado de onda longa, e com a consequente aumento do cisalhamento do vento. Mas o cavado também melhorou os fluxos de saída meridionais da tempestade. Como consequência, a tempestade começou a ser abatida por cisalhamento do vento, mas continuou a se intensificar lentamente. As condições meteorológicas relativamente favoráveis continuaram até a manhã (UTC) de 23 de fevereiro, quando o cisalhamento do vento produzido pelo cavado de onda longa começou a impactar negativamente a tempestade. Com isso, Hina atingiu seu pico de intensidade naquele momento, com ventos máximos sustentados de 120 km/h, segundo o JTWC, ou 105 km/h, segundo o CMRE de Reunião.
A partir de então, Hina começou a se enfraquecer com os efeitos do forte cisalhamento do vento assim que começou a seguir para sul-sudoeste com o fortalecimento da alta subtropical a leste do sistema. O centro ciclônico de baixos níveis da tempestade ficou exposto e livre de nuvens assim que o cisalhamento do vento deslocou a maior parte das áreas de convecção profunda para o quadrante sul da circulação ciclônica. Com isso, o CMRE de Reunião desclassificou Hina para uma tempestade tropical moderada ao meio-dia de 23 de fevereiro, e para uma depressão tropical durante as primeiras horas (UTC) de 24 de fevereiro. O forte cisalhamento do vento continuou, enfraquecendo ainda mais o sistema. Com isso, o JTWC emitiu seu aviso final sobre o sistema ainda na madrugada daquele dia. A partir de então, o sistema começou a seguir para oeste-sudoeste sob a influência do fortalecimento da alta subtropical a seu leste. Porém, as condições meteorológicas desfavoráveis persistiram, e o CMRE de Reunião desclassificou Hina para uma perturbação tropical remanescente e também emitiu seu aviso final sobre o sistema ainda durante a manhã (UTC) de 24 de fevereiro. A área de baixa pressão remanescente de Hina continuou a seguir para oeste-sudoeste, dissipando-se completamente a nordeste de Madagascar dias depois.

## Preparativos e impactos
Como a tempestade tropical Hina manteve-se distante de áreas costeiras durante todo o seu período de existência, nenhum impacto foi relatado em associação à tempestade. Além disso, nenhum navio ou estação meteorológica de superfície registrou in situ a passagem da tempestade.